# Stephos scotti
Stephos scotti is een eenoogkreeftjessoort uit de familie van de Stephidae. De wetenschappelijke naam van de soort werd in 1902 voor het eerst geldig gepubliceerd door Georg Ossian Sars.